# Émile Daumont-Tournel
Ne doit pas être confondu avec Émile Daumont.
Émile Gaspard Daumont-Tournel ou parfois Émile Tournel, né le 29 juillet 1864 à Paris, ville où il est mort le 17 mai 1935, est un architecte, peintre-verrier et artiste décorateur français. 

## Biographie

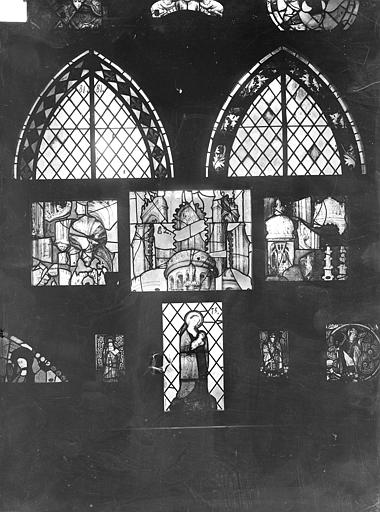
Négatif sur pellicule de vitraux de Daumont-Tournel.

Émile Daumont-Tournel naît le 29 juillet 1864 dans le 6e arrondissement de Paris d'un père Léon Daumont-Tournel (1838-1902) peintre verrier.
Membre de la Société nationale des beaux-arts, on lui doit de nombreuses restaurations de vitraux souvent associé à son frère Henri-Charles (1868-1942) au sein de l'atelier Daumont-Tournel initialement établi à Vanves puis à Montrouge.
Il prend part à l'Exposition universelle de 1900 en présentant un vitrail en mosaïque.
Émile Daumont-Tournel meurt le 17 mai 1935 à son domicile dans le 15e arrondissement de Paris.